# Rush Limbaugh

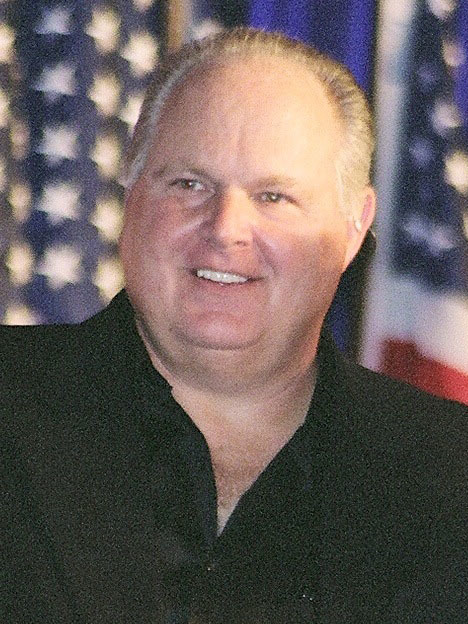
Rush Limbaugh (2012)

Rush Hudson Limbaugh III (Cape Girardeau, 12 januari 1951 – Palm Beach, 17 februari 2021) was een Amerikaans radiopraatprogrammapresentator en conservatief politiek commentator. Hij was vooral bekend van zijn Rush Limbaugh Show, die hij vanaf 1984 presenteerde en die in het hele land werd uitgezonden.
Limbaugh begon in de jaren tachtig bekendheid te krijgen door de controversiële meningen die hij in zijn radioprogramma's verkondigde. In de tien jaar die erop volgden steeg zijn populariteit en was hij op zo'n 650 radiostations in de VS te horen.
In februari 2020 ontving Limbaugh de Presidential Medal of Freedom uit handen van president Donald Trump. Limbaugh overleed op 17 februari 2021 op 70-jarige leeftijd aan de gevolgen van longkanker.